# Sheboygan Falls (Wisconsin)
Sheboygan Falls – miasto w Stanach Zjednoczonych, w stanie Wisconsin, w hrabstwie Sheboygan.